# Josef Karst
Josef Karst (né le 1er avril 1871 à Holving et mort en 1962) est un orientaliste allemand spécialiste de l'arménien. On lui doit la première traduction en allemand du manuscrit arménien de la Chronique d'Eusèbe de Césarée.
Il fit sa carrière à l'Université de Strasbourg.

## Œuvres
- Aussprache und Vokalismus des Kilikisch-Armenischen. Erster Teil einer historisch-grammatischen Darstellung des Kilikisch-Armenischen. Trübner, Strasbourg 1899.
- Historische Grammatik des Kilikisch-Armenischen. Trübner, Strasbourg 1901.
- Grundriss der Geschichte des armenischen Rechtes. In: Zeitschrift für vergleichende Rechtswissenschaft Bd. 19, 1906 und 20, 1907 (pdf).
- Eusebius Werke fünfter Band. Die Chronik aus dem Armenischen übersetzt mit textkritischem Commentar. Hinrichs, Leipzig 1911 (lire en ligne).
- Grundsteine zu einer mittelländischasianischen Urgeschichte. Harrassowitz, Leipzig 1928.
- Geschichte der armenischen Philologie in kritischer Beleuchtung nach ihren ethnologischen Zusammenhängen dargestellt. Winter, Heidelberg 1930.
- Atlantis und der liby-äthiopische Kulturkreis. Winter, Heidelberg 1931.
- Grundzüge einer vergleichenden Grammatik des Ibero-Kaukasischen. Heitz, Leipzig 1932.